# EN 124
La norme EN 124 était une norme européenne (EN) adoptée en France (NF) relative aux dispositifs de fermeture et de couronnement.
Elle était intitulée : Dispositifs de couronnement et de fermeture pour les zones de circulation utilisées par les piétons et les véhicules - Principes de construction, essais types, marquage, contrôle de qualité.
Elle a été rédigée pour la première fois le 1er novembre 1994.
Elle a été annulée en 2017. Cette norme a été remplacée par six autres normes : EN 124-1 jusqu'à 6.

## Classement

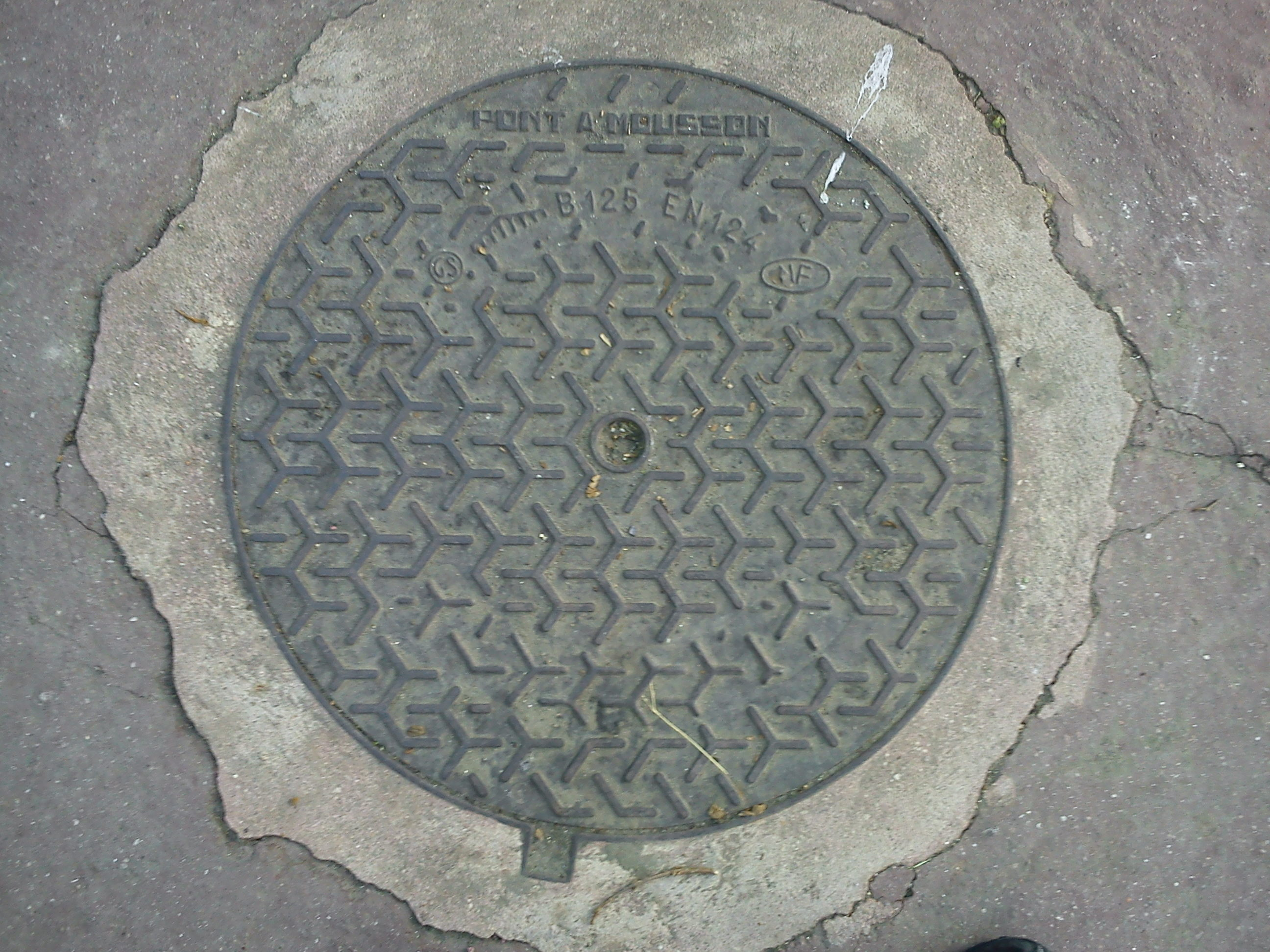
Plaque d'égout EN 124-B125 (Classe B).
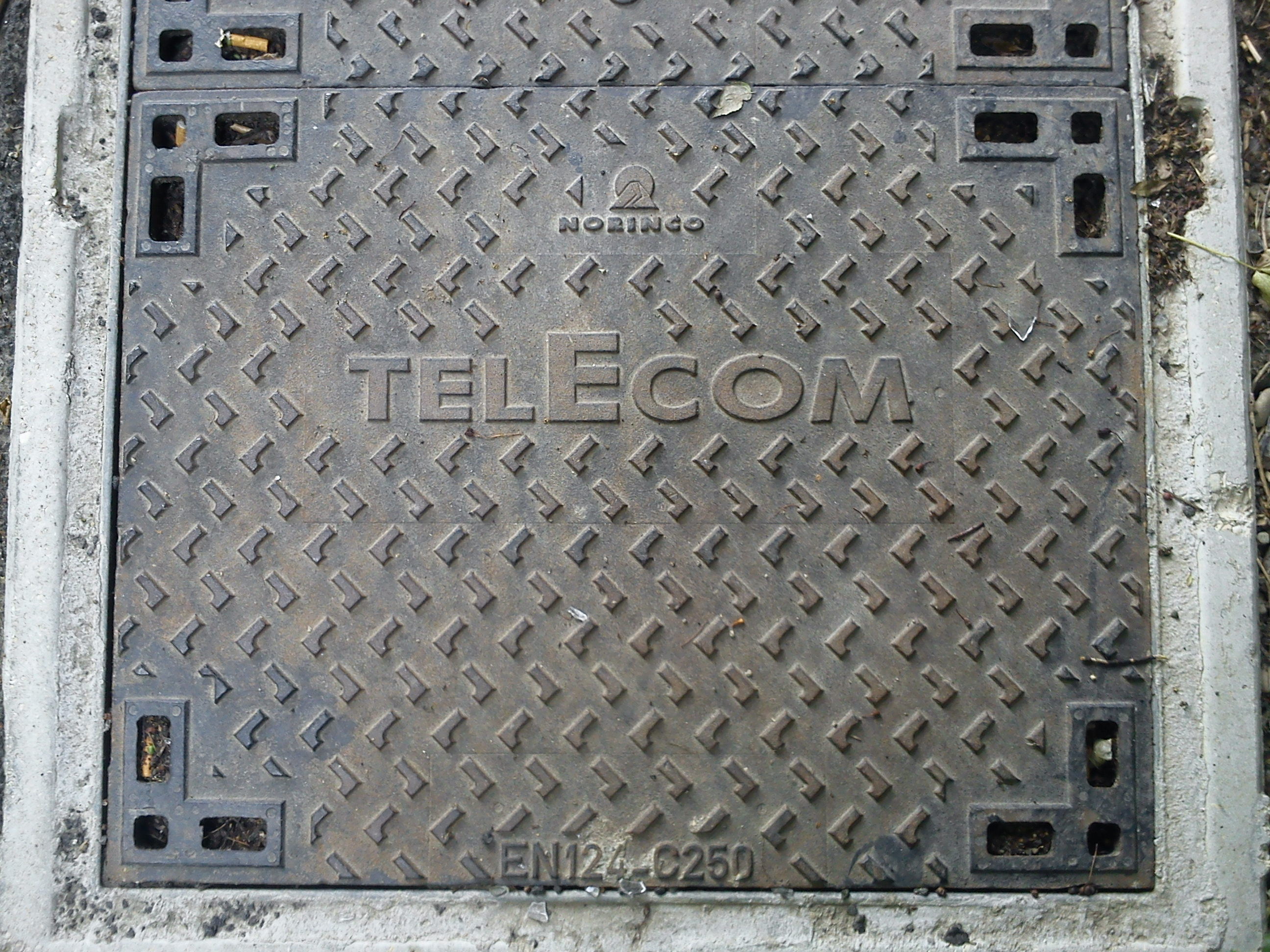
Plaque de télécommunication portant la mention EN 124-C250 (Classe C).
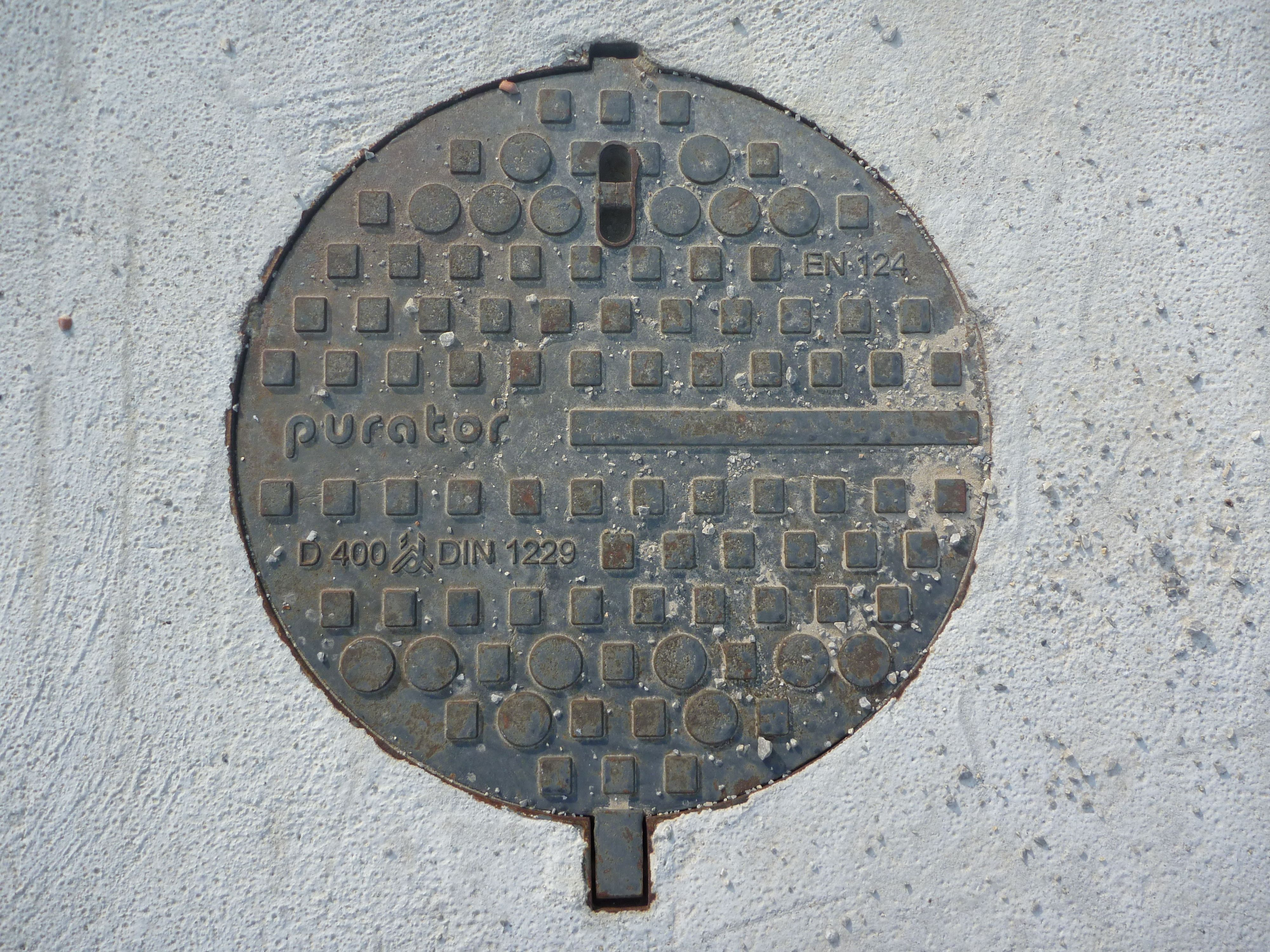
Plaque d'égout étrangère EN 124-D400 (Classe D).

Cette norme était classée en six lieux d'installation différents, pour chacun il est précisé à côté de la classe, représentée par une lettre (A à F), la force de résistance minimum en kilonewtons (kN).
1. Classe A (15 kN) : zone exclusivement piétonne ou cycliste.
2. Classe B (125 kN) : trottoirs, zone piétonne et parkings pour voiture.
3. Classe C (250 kN) : dispositifs de couronnement dans les caniveaux d'une rue, le long du trottoir.
4. Classe D (400 kN) : rues et routes, accotements, parkings pour tous types de véhicules routiers.
5. Classe E (600 kN) : réservée aux zones pouvant supporter de lourdes charges, telles des docks ou une piste aérienne.
6. Classe F (900 kN) : pour des voies pouvant supporter de très lourdes charges, telles que des pistes d'aéroport.